# District de Quimper
Le district de Quimper est une ancienne division territoriale française du département du Finistère de 1790 à 1795.
Il était composé des cantons de Quimper, Briec, Concarneau, Fouesnant, Plogonnec, Plomelin, Plomeur, Pont l'Abbé et Rosporden.